# Presbytis bicolor
Il presbite bianconero (Presbytis bicolor Aimi e Bakar, 1992; syn.: P. melalophos bicolor) è una specie di primate della tribù dei Presbytini che vive in una piccola area dell'isola indonesiana di Sumatra. Il suo areale si trova nella parte orientale dell'isola, tra i fiumi Indragiri a nord e Batang Hari a sud, e comprende pertanto la parte centrale e settentrionale della provincia di Jambi e una piccola striscia di territorio del sud della provincia di Riau.

## Descrizione
Il presbite bianconero raggiunge una lunghezza testa-tronco di 34-39 cm (maschi) o 33-35 cm (femmine), ha una coda lunga 66-84 cm (maschi) o 64-72,5 cm (femmine) e pesa 5,1-8,5 kg (maschi) o 4,9-7,2 kg (femmine). Sul dorso e sulla parte esterna delle braccia la pelliccia è di colore marrone-cioccolato scuro, mentre la parte superiore dei piedi, le mani e la parte superiore della coda sono nere. La gola, l'addome, la parte interna degli arti e quella inferiore della coda sono biancastri. Sulla sommità del capo, di colore chiaro, vi sono una striscia centrale scura e una macchia nera. La regione intorno agli occhi è grigia o blu-grigiastra, la bocca è nera, il mento grigio o rosa. Gli esemplari giovani hanno un mantello grigio-biancastro con una spessa striscia scura sul dorso.

## Biologia
Il presbite bianconero vive nelle foreste pluviali, principalmente nelle regioni collinari e montuose. È territoriale e vive in gruppi formati da un maschio e da diverse femmine con i piccoli. Si nutre soprattutto di foglie giovani, frutti, fiori e semi.

## Conservazione
L'Unione internazionale per la conservazione della natura (IUCN) non fornisce alcuna informazione riguardo allo stato di conservazione della specie, poiché i dati finora raccolti sono insufficienti (Data Deficient).